# Karpyliwka (obwód sumski)
Karpyliwka (ukr. Карпилівка) – wieś na Ukrainie, w obwodzie sumskim, w rejonie ochtyrskim, w hromadzie Komyszi. W 2001 liczyła 186 mieszkańców, spośród których 181 wskazało jako ojczysty język ukraiński, 4 rosyjski, a 1 białoruski.